# Michel de Smet
Pour les articles homonymes, voir de Smet.
Ne doit pas être confondu avec Michel Desmet.
Michel de Smet (1912 -2006) est un poète d'origine belge dont l'œuvre discrète participe, après l'aventure surréaliste, aux développements, plutôt liés à l'expression des réalités naturelles, de la poésie française de la seconde moitié du XXe siècle.

## Biographie
Michel de Smet est né à Gand (Belgique) en 1912 mais passe sa petite enfance en Angleterre et s'établit à Paris en 1938. Ayant effectué des études d'économie et d'économie politique, il donne des leçons de français à des diplomates étrangers.
Ses débuts littéraires sont encouragés par Paul Éluard, Max Jacob, Jean Paulhan, Marcel Arland, Marcel Béalu, Jean Lescure. Il publie ainsi dans les revues “Fontaine”, “Confluences”, "Messages", “L'Arc”, “Les Lettres”, “L'Eternelle revue”, “Réalités secrêtes”, “Poésie présente”.
Michel de Smet meurt le 6 mai 2006.